# یانیس زناکیس
یانیس زناکیس (به یونانی: Γιάννης Ξενάκης) آهنگسازِ یونانی - فرانسوی بود.

## زندگی
یانیس خناکیس در ۲۹ مه ۱۹۲۲ در برایلا، رومانی به دنیا آمد و در ۴ فوریه ۲۰۰۱ در پاریس درگذشت.
او، به خاطرِ شرکت در نهضتِ مقاومت، توسط آلمانی‌ها محکوم به مرگ شد و ناگزیر به پاریس گریخت. در آنجا وی به آهنگسازی با وجهه جهانی بدل شد. آکوستیک، الکترواکوستیک و آثار چند رسانه‌ای از جمله کارهای اوست. می‌توان خناکیس را پیشاهنگ خلق موسیقی دیجیتالی نامید.

## برخی از آثار
- مده آ، موسیقی صحنه
- خاور - باختر (شرق-غرب)
- الهه آتنا
- فهرست آثار

## شنیدن آثار
- youtube
- acousmata
- musiquecontemporaine